# Филип Риђички
Филип Риђички је хрватски позоришни, телевизијски и филмски глумац.

## Филмографија[2]
| Год.       | Назив                         | Улога             |
| ---------- | ----------------------------- | ----------------- |
| 2000.-те   |                               |                   |
| 2004—2006. | Забрањена љубав               | Матија Лончар     |
| 2008.      | Добре намјере                 | пијани клинац     |
| 2008—2009. | Све ће бити добро             | Славен Бебић      |
| 2010.-те   |                               |                   |
| 2010.      | Смеш!                         | штребер           |
| 2012.      | Недељом ујутру, суботом увече | Филип Жгребец     |
| 2015—2016. | Црно-бели свет                | Вољен Кипчић-Кипо |